# Diplusodon plumbeus
Diplusodon plumbeus är en fackelblomsväxtart som beskrevs av T. B. Cavalcanti. Diplusodon plumbeus ingår i släktet Diplusodon och familjen fackelblomsväxter. Inga underarter finns listade i Catalogue of Life.